# Andy Chang
Andy Chang Wing Chung (Macau, 26 oktober 1996) is een Macaus autocoureur.

## Carrière
Chang begon zijn autosportcarrière in 2010 in het karting. In 2013 maakte hij de overstap naar het formuleracing, waarbij hij zijn debuut maakte in de Britse Formule Ford voor het team Falcon Motorsport. Hij reed hier als gastcoureur in de raceweekenden op de Rockingham Motor Speedway en op Silverstone. Zijn beste resultaten waren drie zesde plaatsen op Silverstone. Tevens reed hij in het laatste raceweekend van de Formula Masters China voor Eurasia Motorsport op het Shanghai International Circuit, waar hij ook de niet-kampioenschapsrace op het Circuito da Guia voor reed.
In 2014 maakte Chang de overstap naar de Formule 3, waar hij oorspronkelijk in de Euroformula Open voor Team West-Tec zou rijden. Hij reed voorafgaand aan het seizoen ook voor dit team in het winterkampioenschap op het Circuit Paul Ricard, waar hij als zeventiende eindigde. Vervolgens besliste hij om te gaan rijden in het Britse Formule 3-kampioenschap voor Double R Racing. Tevens reed hij voor dit team tijdens de Masters of Formula 3 van dat jaar, waar hij als tiende eindigde. Ook maakte hij in 2014 zijn debuut in het Europees Formule 3-kampioenschap voor West-Tec tijdens het raceweekend op de Nürburgring als vervanger van Hector Hurst.